# Gare de Douai
Gare de Douai – stacja kolejowa w Douai, w departamencie Nord, w regionie Hauts-de-France, we Francji.
Została otwarta w 1846 przez Compagnie des chemins de fer du Nord. Jest stacją Société nationale des chemins de fer français (SNCF) obsługiwane przez pociągi TER Nord-Pas-de-Calais.